# Hugo Pena

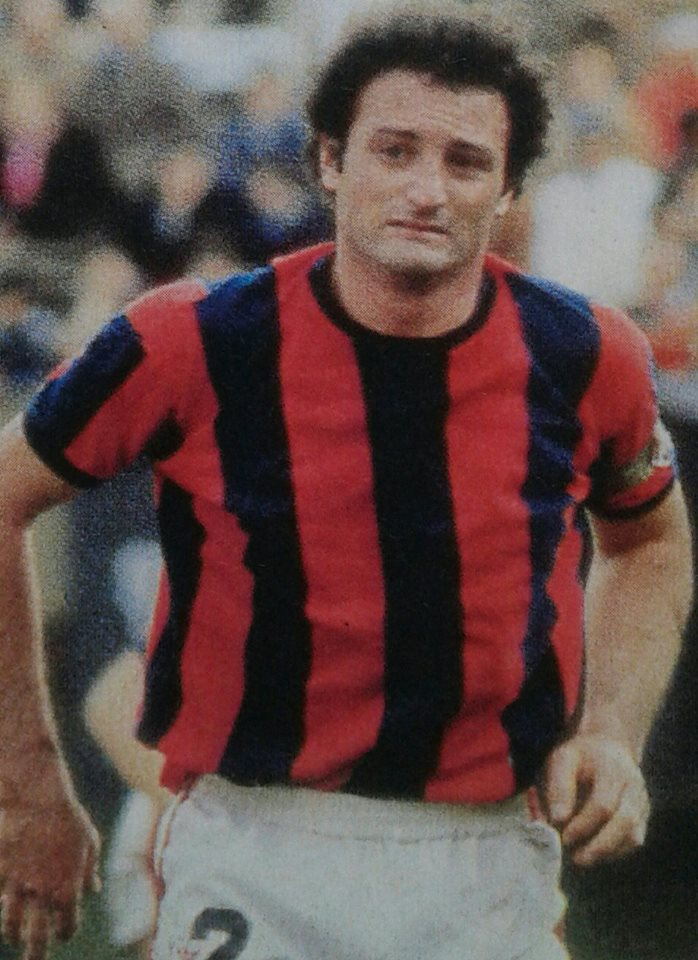

Hugo Osvaldo Pena (Buenos Aires, 28 novembre 1951 – 9 gennaio 1981) è stato un calciatore argentino, di ruolo difensore.

## Biografia
Morì in un incidente domestico: toccò dell'acqua mentre stava lavorando con dei fili elettrici. Anche suo figlio Sebastián è un calciatore.

## Palmarès

### Club

#### Competizioni nazionali
- Campionato argentino: 2

River Plate: Metropolitano 1975, Nacional 1975